# Payr zum Thurn

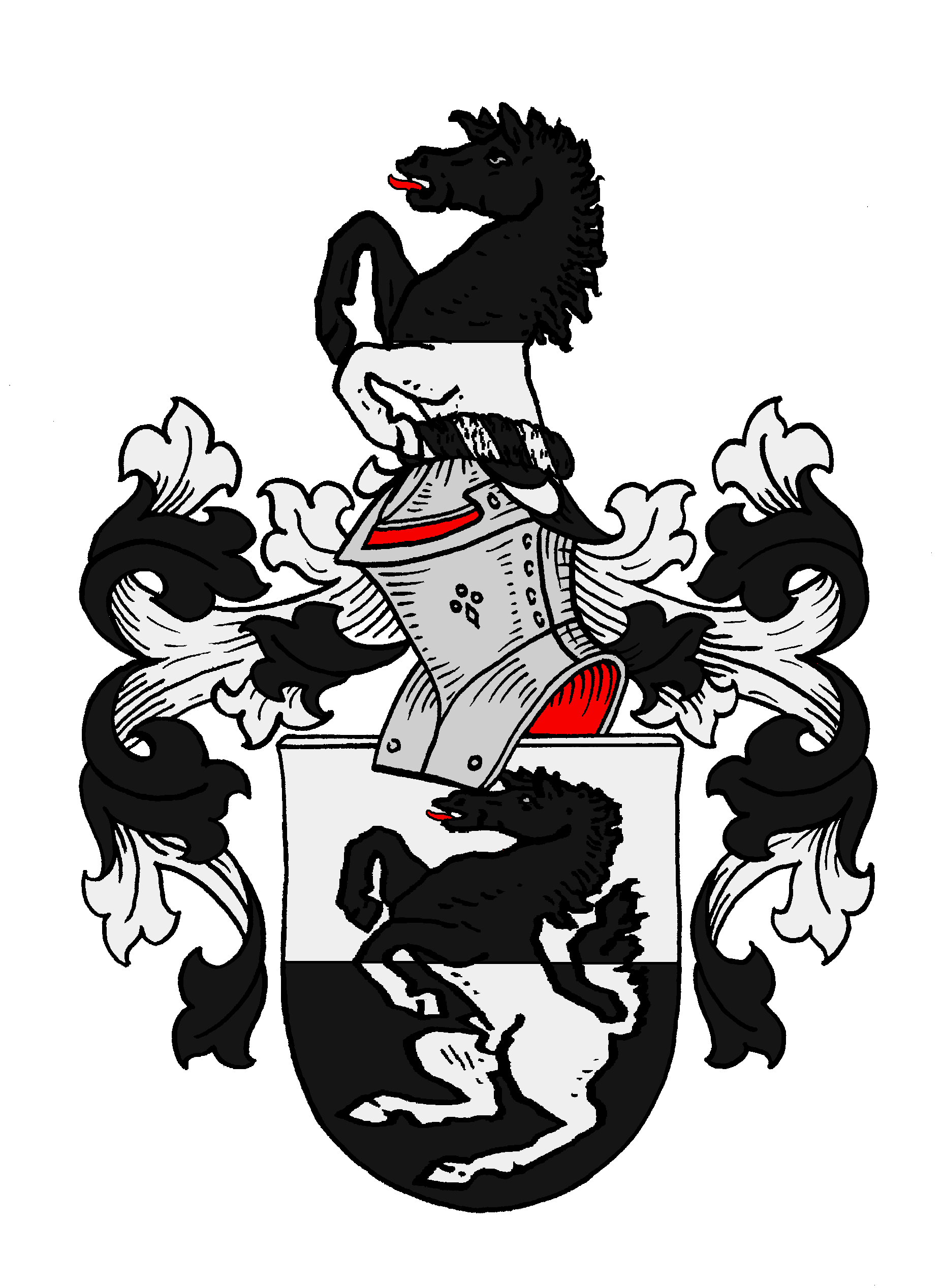
Stammwappen der Payr

Die Ritter von Payr zum Thurn, auch Payr von Thurn, sind ein altes, aus dem Oberinntal stammendes Tiroler Adelsgeschlecht.

## Geschichte
Erstmals wurde das Geschlecht mit Ulrich Payr und seinem Sohn Heinrich aus dem Oberinntal am 2. August 1424 urkundlich erwähnt. Die sichere Stammreihe begann mit Ulrich Payr (* 1482 in Freising), der mit Veit von Wächingen (Wehingen), Gerichtsherr und Pfleger, als dessen Schreiber nach Ried in Tirol kam. Später war er Gastwirt in Prutz und Richter des Oberen Gerichts von Laudeck und Prutz (Bezirk Landeck). 1551 wohnten diese Richter in Ried, ab dem 17. Jahrhundert ständig in Sigmundsried.

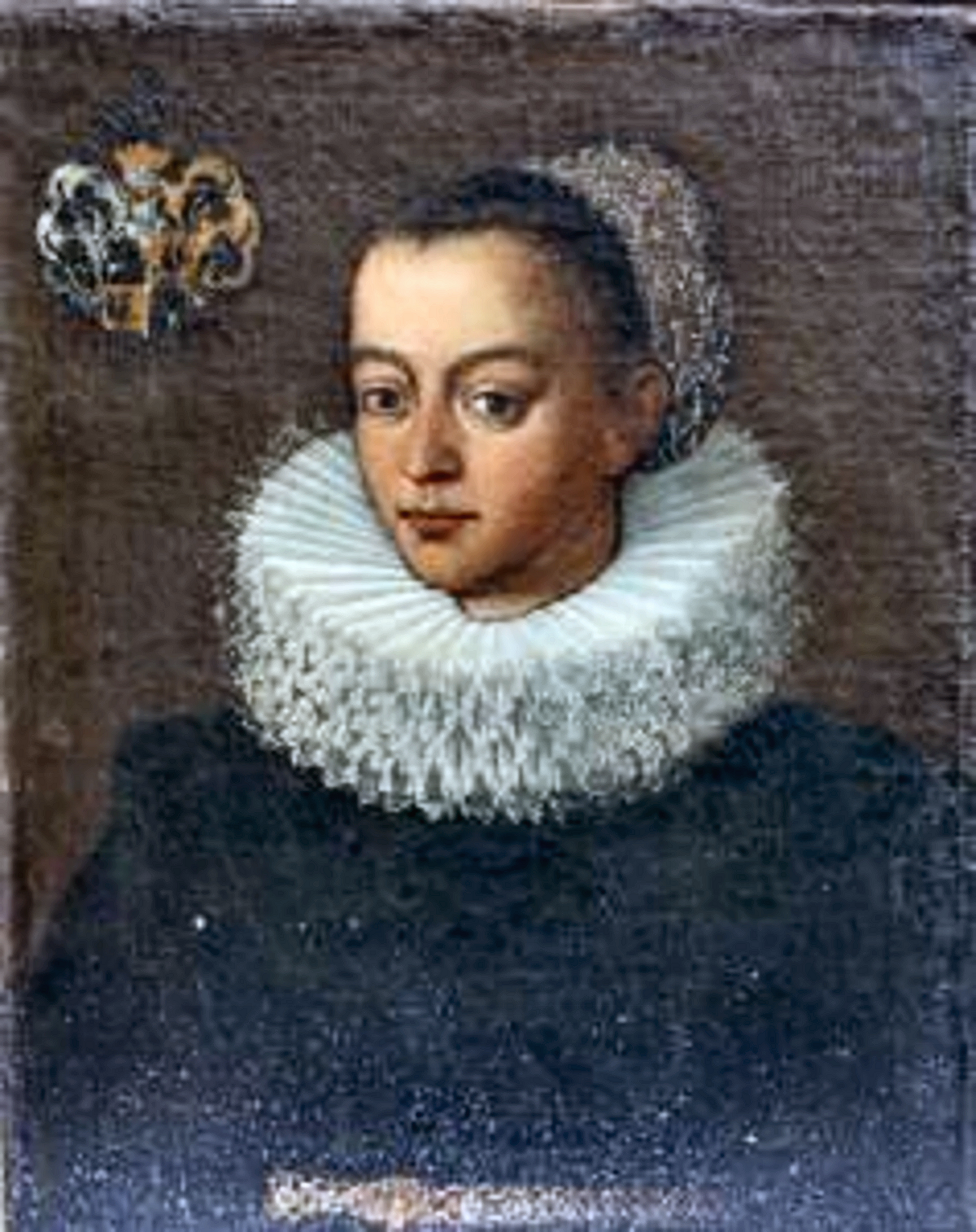
Ursula Payr zum Thurn und Bach
(† vor 1658), seit 1638 Tschiderer von Gleifheim (Ansitz bei Eppan)

Ruprecht Payr († 1559), des Letztgenannten Sohn, Richter von Laudeck in Prutz, erhielt von Kaiser Ferdinand I. am 14. Juli 1544 zu Prag einen Wappenbrief. Sein Sohn Peter († 1597) war dort von 1559 bis 1597 ebenfalls Richter. Der Ansitz Thurnpach (Thurnbach) war der Stammsitz der Herren von Payr „zum Thurn und Bach“. Dieser wurde wahrscheinlich durch eine Feuersbrunst zerstört. Die Herren von Payr bauten ihn nicht mehr auf, sondern errichteten in der Nähe, beim „Rosengarten“ (Kreuzweghof, Haus Nr. 142 bei Paschpach) in der Gemeinde Eppan einen neuen Sitz. Im Jahre 1612 befanden sich in diesem Haus 14 Ahnenbilder der Herren von Payr. Peters Urenkel, Georg, Begründer der älteren Familienlinie, erlangte am 3. Oktober 1634, Friedrich am 8. Juli 1651, ein Freisassendiplom.
Georg (I.) Payr zum Turm in der Breite († 1590) aus Prutz vermählte sich 1562 in zweiter Ehe mit Eva, der Erbtochter des Hans Weinangl. Sein jüngerer Sohn Christof (I.) († Januar 1630), Begründer der jüngeren Familienlinie, war Landschreiber an der Etsch und Rat des Erzherzogs Maximilian III. Am 17. Februar 1605 wurde eine Tiroler Wappenvereinigung mit dem der erloschenen Weinangl von Erzherzog Maximilian für ihn vollzogen. Seine Mutter Eva war die Letzte ihrer Familie gewesen. Dieses Wappen durften auch seine Brüder Georg, Ruprecht und Hans sowie deren Cousins Friedrich und Wilhelm führen. Ein Wappen mit Lehensartikel wurde für Hanns Payr am 15. November 1606 verliehen. Christoph wurde am 8. Juli 1631 posthum in den Reichsadelsstand mit dem Prädikat "vom Thurn" erhoben.

### Ältere Linie
Die Nachkommen des Georg (II.) erwarben den erbländisch-österreichischen Ritterstand als „Ritter und Edle von Payr zum Thurn in Palbith“ mit Wappenbesserung in Wien am 15. Januar 1753. Er galt für die Brüder Johann Michael, oberösterreichischer Repräsentations- und Hofkammersekretär und Franz Friedrich (* 14. April 1685 in Innsbruck; † 8. Januar 1759 ebenda) Doktor der Medizin, Fürstbischöflicher Brixener Leibarzt, unter anderem des Bischofs Kaspar Ignaz von Künigl, und Professor an der Universität Innsbruck. Letzterer hinterließ ein Vermögen von 81.116 fl. Dieselben siedelte in der Steiermark und hatte dort mehrere Güter an sich gebracht.
Am 1. März 1755 fand eine abermalige Wappenvermehrung für die oben besagten Brüder durch Kaiserin Maria Theresia statt.

### Jüngere Linie
Am 8. Juli 1631 erhob Kaiser Ferdinand II.  den Christof (II.) Payr, Erzherzoglicher Rat, Landschreiber an der Etsch und Landschaftssekretär in Tirol, unter Vermehrung des Wappens zu Regensburg in den erbländisch österreichischen Adelsstand und in den Rittermäßigen Reichsadelsstand mit "von Thurn", am 8. Juli 1636 in Wien. Er war mit Anna Schnatzer vermählt und hatte mit ihr 11 Kinder. Christofs (II.) Sohn Felix-Peter war mit der Überetscherin Anna Aichner von Paschpach († 1660), vermählt und begründete die eigentliche Überetscher Linie der Payr.
Die Aufnahme in die Tiroler Adelsmatrikel erfolgte für dessen Söhne, Felix-Peter und Jacob, Regierungsvizekanzler am 6. November 1665, und für Franz Payr von Thurn in Überetsch 1678. 1755 fand eine abermalige Wappenvermehrung durch Kaiserin Maria Theresia statt.

## Wappen
1544: In von Silber und Schwarz geteiltem Schild mit einem aufspringenden, ledigen Ross in verwechselten Farben. Auf dem Helm mit schwarz-silbernen Decken das schwarz-silberne geteilte Ross wachsend. Das entspricht dem Stammwappen der Oberinntaler Payr.
1636: Quadrierter Schild. 1 und 4 ein springendes Ross in verwechselten Farben (Stammwappen). 2 und 3 in Gold auf grünem Dreiberg einwärtsgekehrt ein schwarzer Hahn mit silbernem Kamm und Lappen und erhobener rechter Kralle (Weinangl. Das Wappen wurde am  29. Dezember 1492 zu Innsbruck dem Johann Weinangl verliehen, der wohl identisch ist mit dem Hans Weinangel, der am 7. November 1473 vom Pfarrer zu Zams (nahe Prutz), dem Brixner Domherrn Michael Aichhorn, Güter kaufte. Auf dem Helm mit rechts schwarz-silbernen, links schwarz-goldenen Decken das Ross wachsend.
1753: Schild wie 1631. Zwei Helme, auf dem rechten mit schwarz-silbernen Decken ein wachsender schwarzer Adler, auf dem linken mit schwarz-goldenen Decken das wachsende Ross zwischen zwei Büffelhörnern, das rechte von Silber und Schwarz, das linke von Gold und Schwarz geteilt.
Schullern-Schrattenhofen erwähnt 1895 für das ritterliche Wappen zwei hiervon etwas abweichende Helme: auf dem ersten einen wachsenden schwarzen Adler, auf dem zweiten ein wachsendes silbernes Pferd zwischen silbern-schwarz geteilten Büffelhörnern.

## Historische Wappendarstellungen

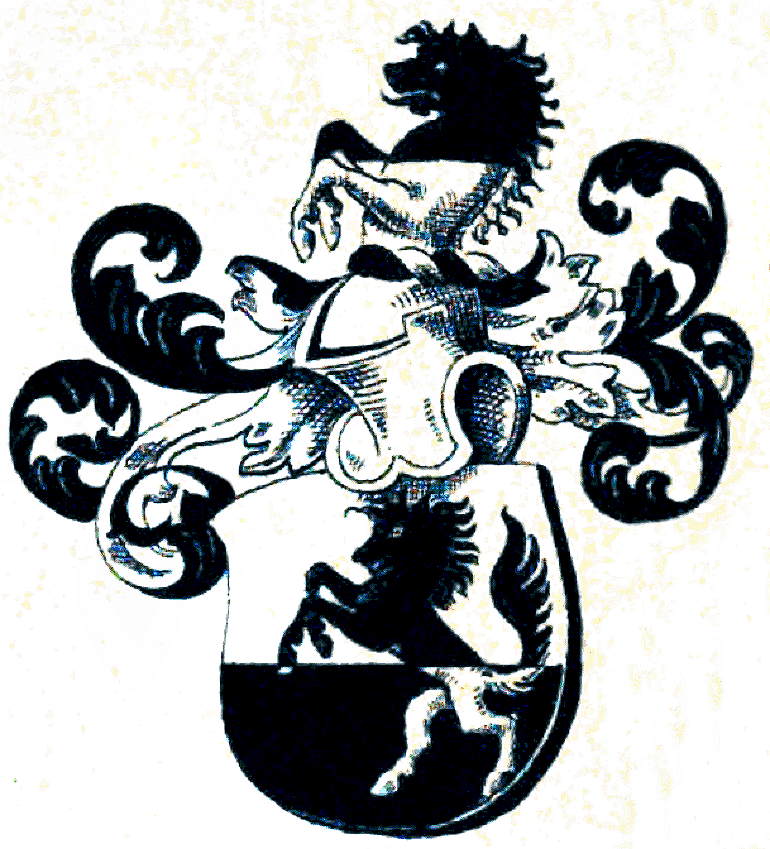
Wappen der Payr 1544
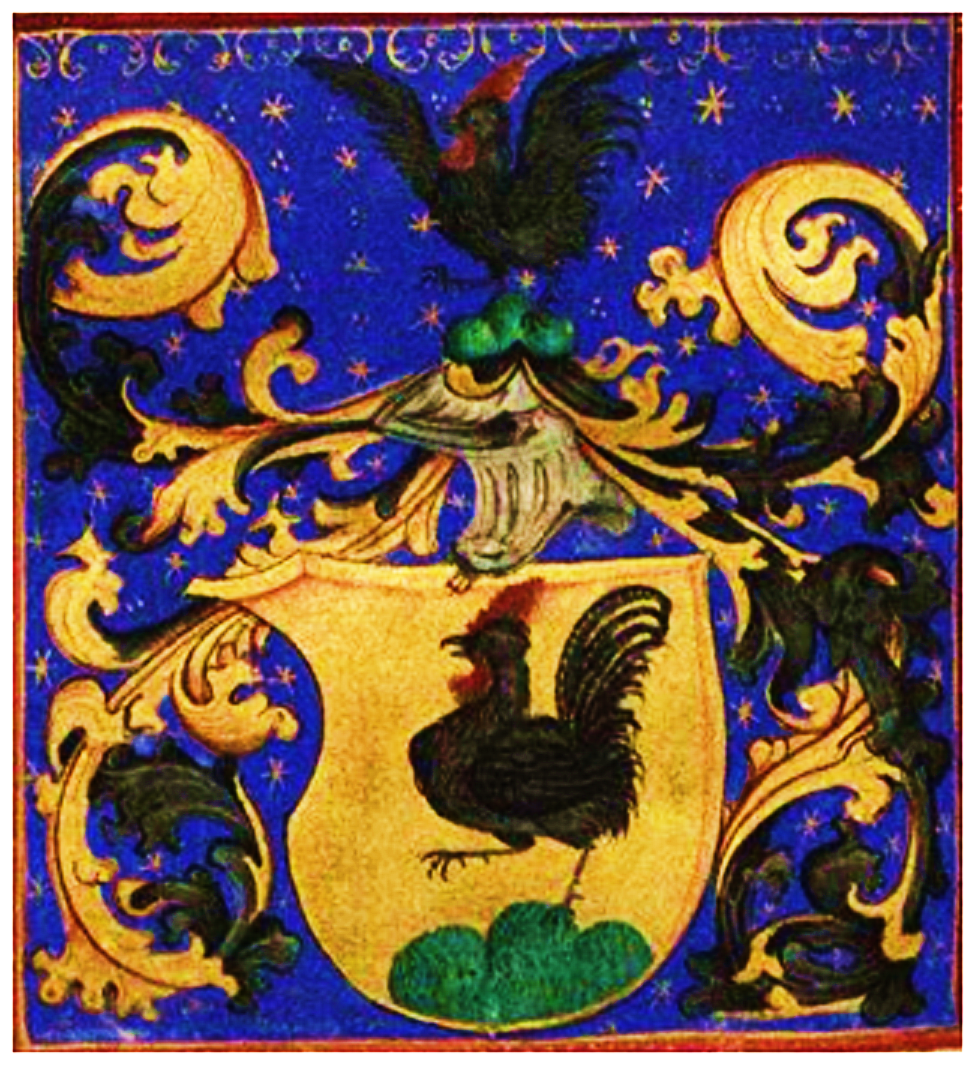
Wappen der Weinangl 1492
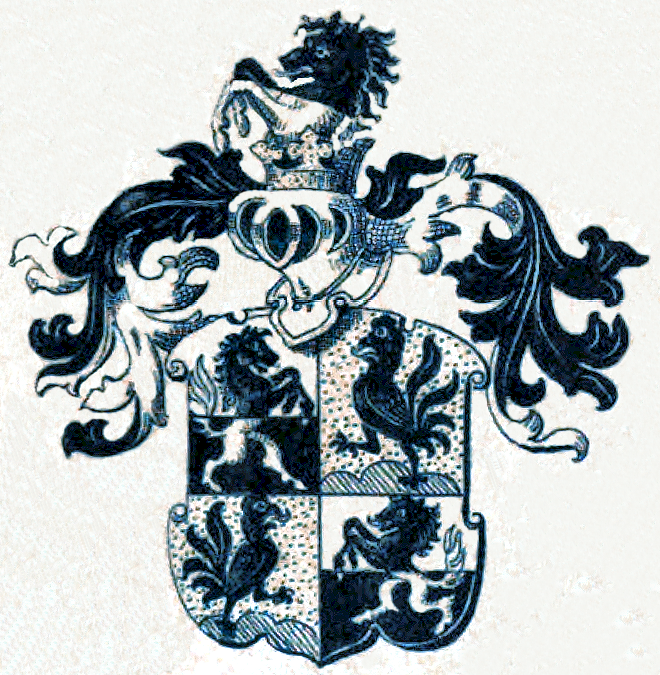
Wappen der Ritter Payr von Thurn 1631
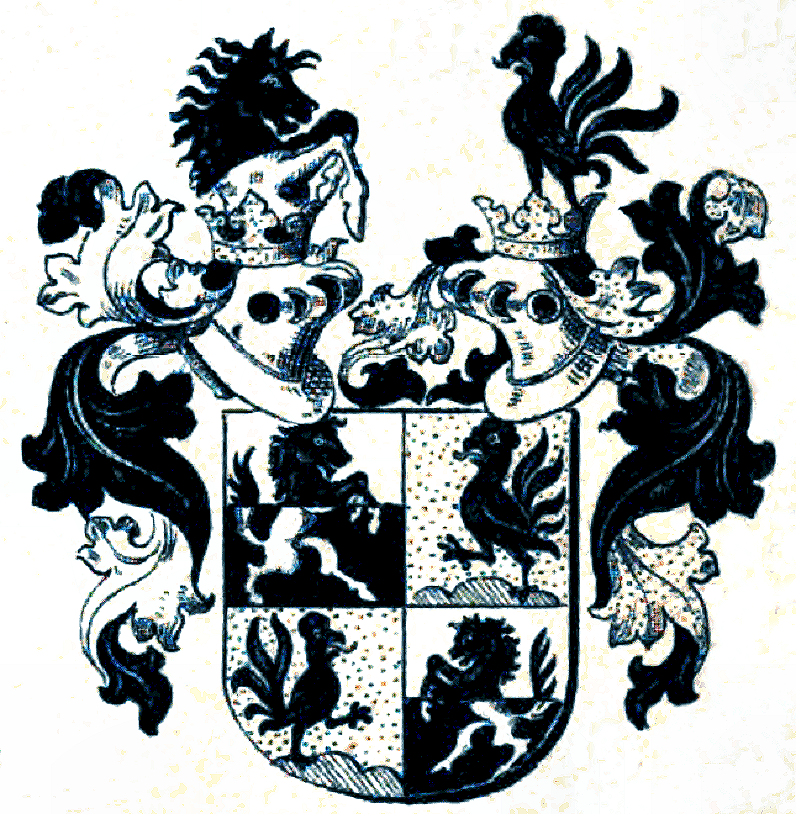
Wappen der Ritter Payr von Thurn 1753